# Saint-Rivoal
Saint-Rivoal (tiếng Breton: Sant-Riwal) là một xã của tỉnh Finistère, thuộc vùng Bretagne, miền tây bắc Pháp.

## Dân số
Người dân ở Saint-Rivoal được gọi là Saint-Rivoaliens.